# Ласти (дайвінг)

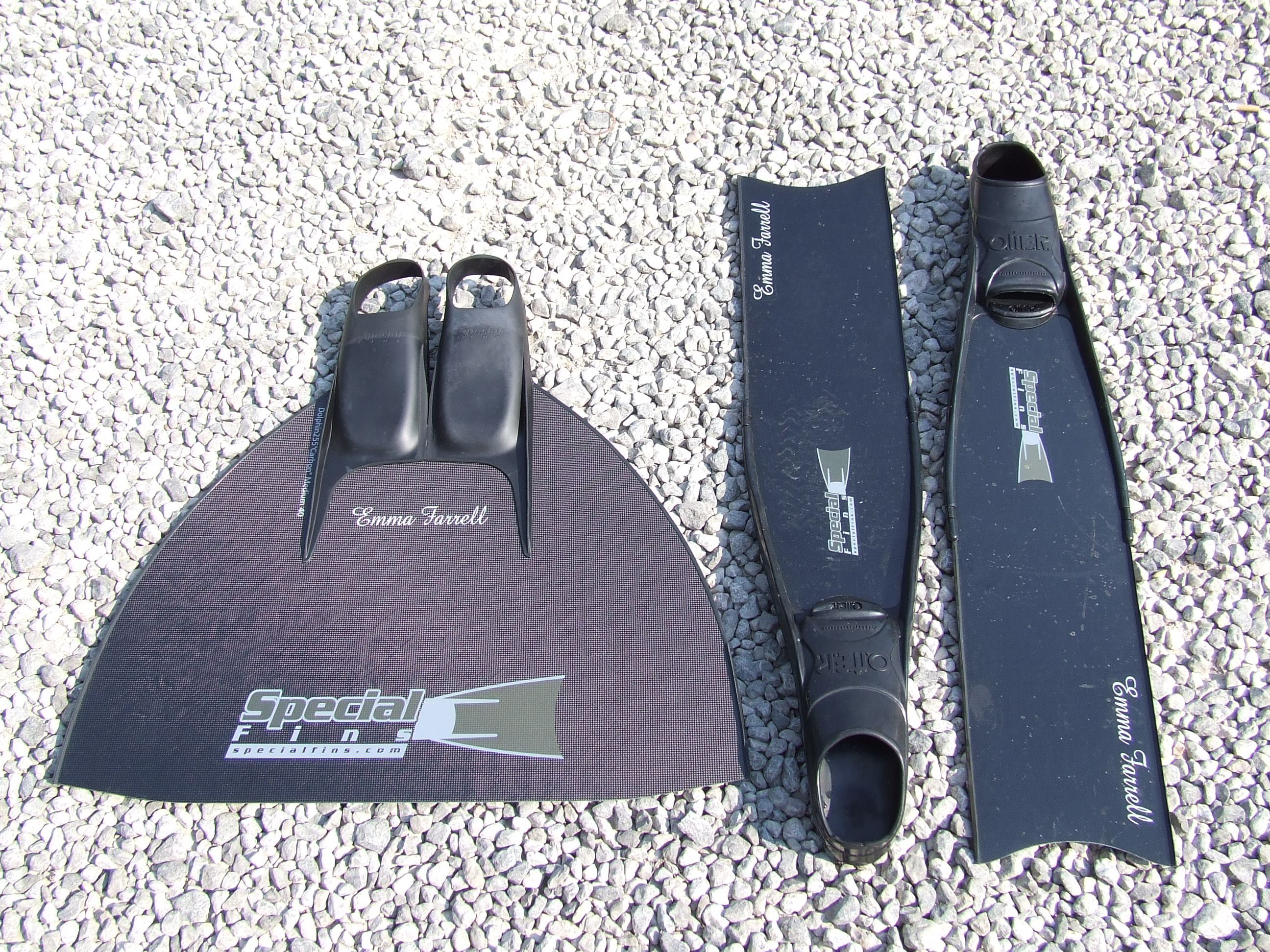
моноласта і класичні ласти

Ласти — пристосування для плавання (рушій) у формі плавника чи весла. Надягають на ноги (хоча відомі і ручні ласти).
У підводному плаванні використовується два варіанти:
- Звичайні ласти, по одному на кожну ногу
- Моноласт — це два ласти, «зрощенні» в один. Зазвичай моноласт має більшу площу, ніж два звичайних ласти. Унаслідок того, що обидві ноги кріпляться разом, стиль плавання в моноласті нагадує дельфіна чи рибу: просування вперед здійснюється за рахунок хвилеподібних рухів всього тіла.

## Класифікація

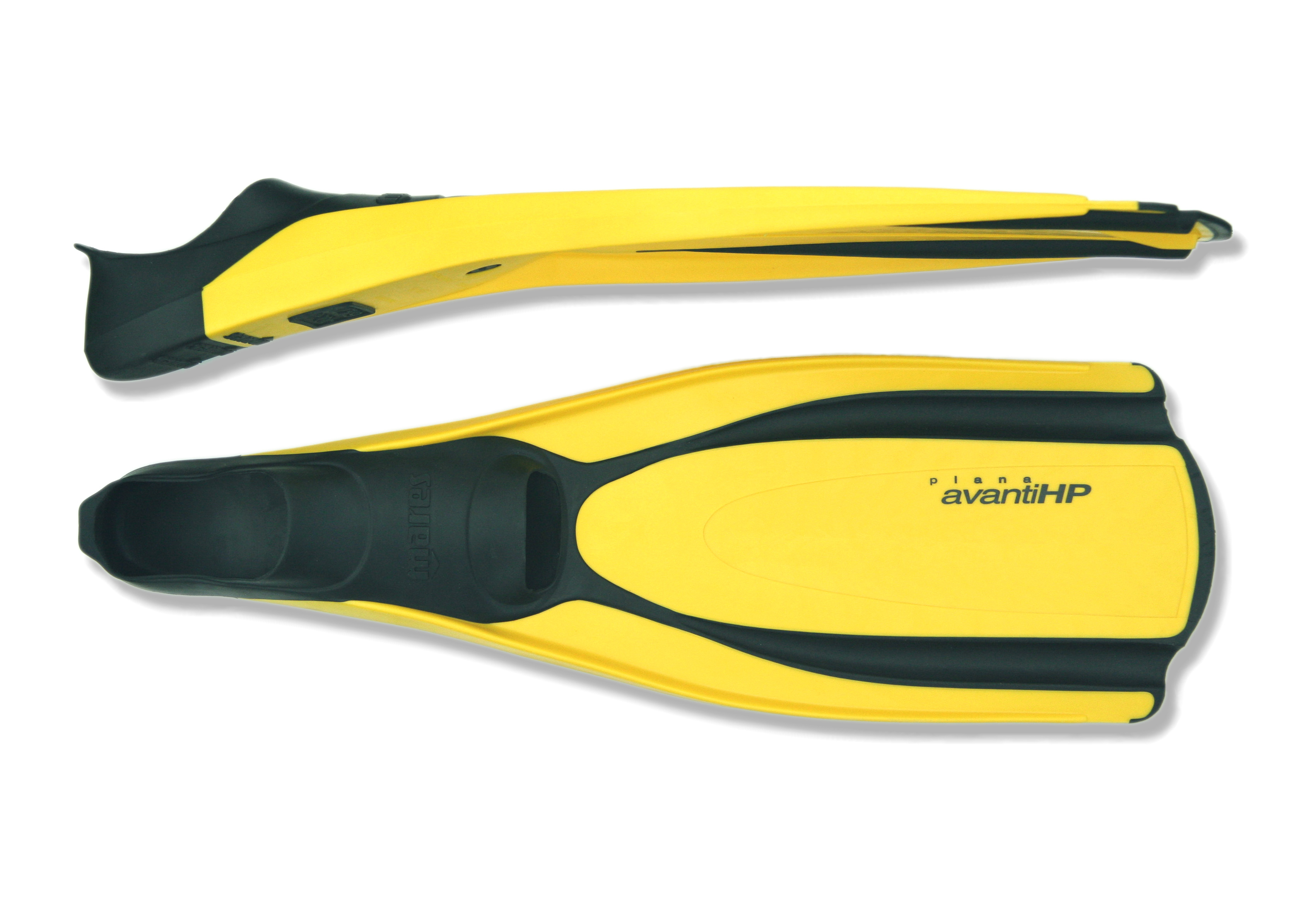
Ласти із закритою п'ятою

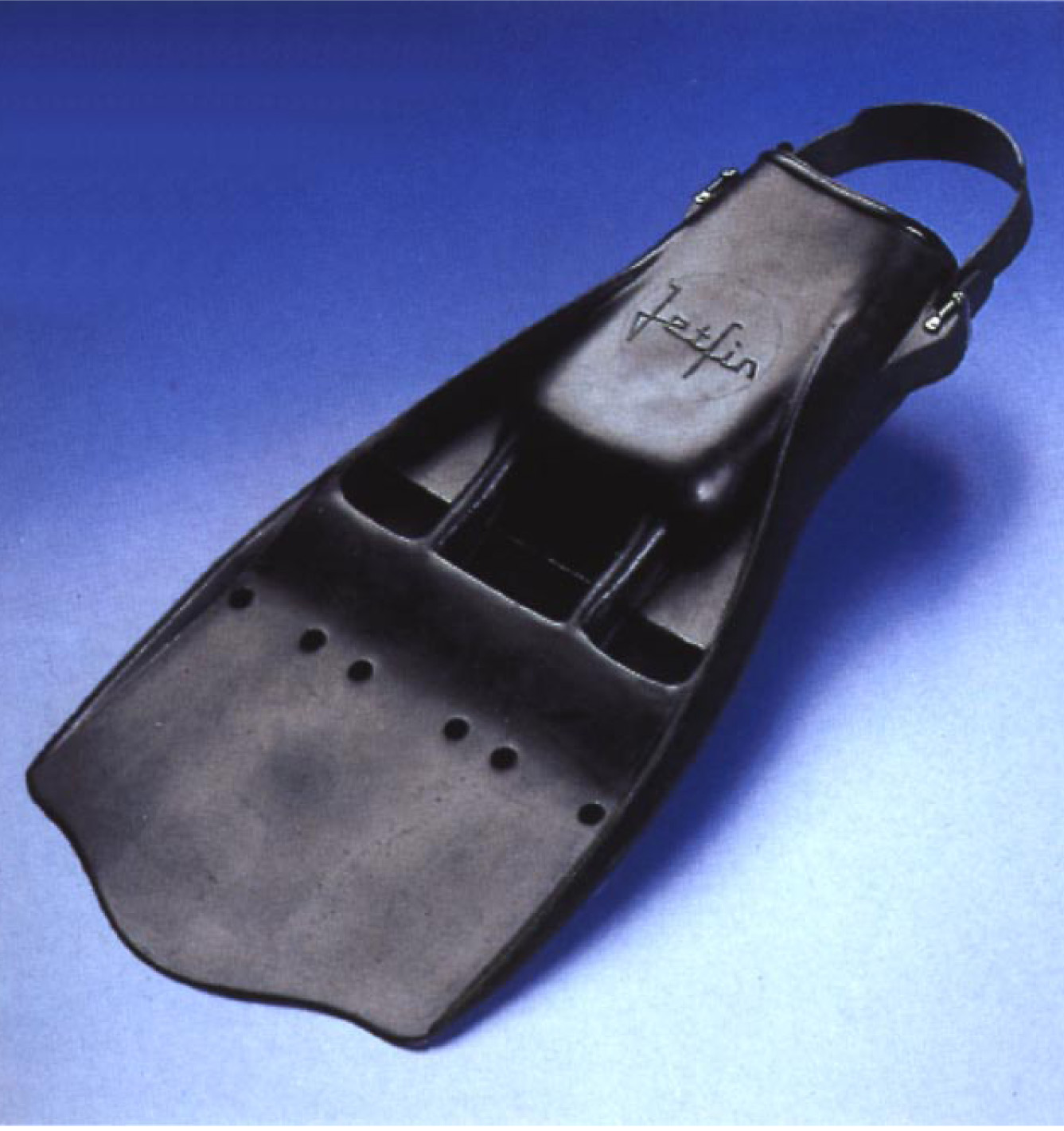
Ласти з відкритою п'ятою

Ласти розрізняють:
- За типом п'яти:

1. Із закритою п'ятою — в такий ласт вставляється або гола нога, або одягнена в спеціальний носок;
2. З відкритою п'ятою (затягуються ременем або притискною пружиною) — ласт може використовуватися тільки з взуттям, в іншому випадку можна стерти ноги в кров, однак такі ласти більш універсальні (можуть використовуватися як з мокрими гідрокостюмами, так і з усіма модифікаціями сухих), а взуття дозволяє ходити по камінню, захищаючи ноги від порізів;

- По жорсткості лопаті:

1. Жорсткі;
2. М'які;

- За формою лопаті:

1. Анатомічні;